# Néma
Néma er en by i det sydøstlige Mauretanien, beliggende i Hodh Ech Chargui regionen tæt ved grænsen til Mali. Byen har et indbyggertal på cirka 50.000.